# La famiglia Trapp
La famiglia Trapp (The Story of the Trapp Family Singers) è un romanzo autobiografico del 1949 sulla famiglia von Trapp della cantante austriaca Maria Augusta Trapp che ha ispirato il musical The Sound of Music di Richard Rodgers e Oscar Hammerstein II, da cui è stato tratto il famoso film Tutti insieme appassionatamente diretto dal regista Robert Wise e con Julie Andrews nella parte della protagonista. Inoltre nel 1991 il romanzo è stato trasposto in una serie anime per la regia di Kōzō Kusuba giunto in Italia col titolo di Cantiamo insieme.

## Trama

### Prima parte
(Henry Wadsworth Longfellow)
Austria, 1926. Maria Kutschera è una giovane novizia del convento di Nonnberg a Salisburgo. È una ragazza di ventun anni molto religiosa, ma dal carattere estroverso e sempre allegro e che non sempre riesce a seguire il rigido regolamento della clausura. A settembre, nove mesi prima di prendere i voti, Maria scopre con sgomento di dover andare a fare l'istitutrice della piccola Maria von Trapp, una bambina gracile e delicata, presso la villa del barone Giorgio von Trapp.
Il barone, ex comandante di sottomarini ed eroe della prima guerra mondiale, è rimasto recentemente vedovo ed è padre di sette figli. Maria è ormai la ventiseiesima istitutrice che mette piede in quella casa, ma la sua dolcezza e simpatia e l'aiuto della baronessa Matilde, governante della casa, le faranno conquistare subito l'affetto di tutta la famiglia.
Maria da adolescente aveva fatto parte di un gruppo di ragazzi dell'Azione Cattolica, che passando di paese in paese, aveva raccolto un gran numero di canti popolari del passato. Adesso la ragazza, accompagnandosi con la sua chitarra, comincia ad intrattenere i ragazzi facendoli cantare in coro. Anche questo farà sì che tutta la famiglia si trasformi in un gruppo affiatato e che anche la giovane si trovi a farne parte. Arriva il Natale e Maria collabora con Giorgio per preparare un grande albero di Natale e fa trascorrere alla famiglia le vacanze tra canti e preghiere. Alla fine Giorgio la ringrazierà di cuore per aver fatto trascorrere ai suoi figli un meraviglioso Natale, dopo tanti anni tristi.
Passa il tempo e il barone si troverà sempre più ad affidare l'educazione di tutti i suoi figli e le decisioni importanti della famiglia a Maria, che dopo un piccolo incidente occorso alla baronessa Matilde diventerà la governante della casa. Il barone è fidanzato con la principessa Ivonne, ma lentamente si rende conto di essere profondamente innamorato di Maria, lo confessa ad Ivonne e rompe il fidanzamento, non facendo però menzione in famiglia del motivo della rottura. Ma a pochi giorni dal ritorno definitivo di Maria in convento, Giorgio, incoraggiato dai figli, farà finalmente alla ragazza la proposta di matrimonio. Maria ritorna in convento per chiedere consiglio sul suo futuro e viene convinta a seguire la volontà di Dio: nell'autunno del 1927 sposerà quindi il barone.
Iniziano undici anni spensierati della famiglia, che saranno allietati dalla nascita di due figlie, Rosemarie e Eleonore (Lorli). I ragazzi diventano grandi, ma la famiglia Trapp rimane molto unita con l'aiuto di Maria, che continua per diletto a fare cantare in coro i suoi figli.
Ma alla fine del 1937 la seconda guerra mondiale è alle porte e a causa del tracollo dell'economia austriaca la famiglia si trova in ristrettezze economiche. Per poter guadagnare qualche soldo, la villa viene trasformata in un piccolo albergo, ed è proprio un'ospite, famosa cantante lirica, che sente per caso i ragazzi cantare in coro e fa la proposta di farli partecipare al festival di Salisburgo.
Il coro della famiglia Trapp non è certo formato da professionisti, ma il loro entusiasmo e le canzoni popolari che interpretano sono la medicina di cui l'Austria ha bisogno in questo momento di crisi. Inizia quindi una serie di successi, prima invitati alla radio, poi dal presidente della repubblica, poi al teatro di Vienna, dove incontrano il sig. Wagner, un impresario statunitense che propone addirittura una tournée negli Stati Uniti. I Trapp rifiutano, ma conservano il suo biglietto da visita per ricordo.
Ma nel marzo 1938 l'Austria viene annessa alla Germania e viene invasa dai nazisti. Giorgio e Maria si troveranno quindi ad affrontare un ambiente ostile: il barone è un eroe di guerra e un patriota e non si vuole piegare al potere nazista. Con l'accordo unanime della famiglia organizzerà quindi la fuga: lui, Maria che nel frattempo è rimasta incinta del suo terzo bambino, e i suoi nove figli abbandoneranno con un sotterfugio la loro casa e attraverseranno le montagne per raggiungere l'Italia e in un secondo tempo gli Stati Uniti.

### Seconda parte
(Gen. 12, 1)
Fin dal breve viaggio in nave per raggiungere gli Stati Uniti, Maria comprende di dover imparare al più presto l'inglese, la lingua della sua nuova patria. Comincia quindi a tentare di parlare con i passeggeri americani, chiedendo loro aiuto facendosi tradurre le parole. Al suo arrivo in America quindi è già in grado di esprimersi in uno zoppicante inglese.
Il primo impatto con il nuovo mondo è incredibile: le terrificanti scale mobili, l'infernale mondo sotterraneo della metropolitana, ma soprattutto il fatto che le sostanze stupefacenti siano vendute liberamente nei negozi sono per la "campagnola" Maria una fonte di continue sorprese. Subito la famiglia si reca dall'impresario Wagner, che aveva anticipato i soldi per la traversata e che organizzerà per i Trapp una lunga serie di concerti.
Inizia così l'avventura americana dei Trapp, che si guadagnano da vivere passando da una città all'altra cantando il repertorio che avevano preparato durante gli anni in Austria; sono poveri, ma trovano subito un gran numero di amici pronti ad aiutarli. Il successo però non arriva: il coro esegue con estrema perizia i canti della tradizione classica facendo felici i musicofili, ma non riesce a fare breccia nel grande pubblico. L'impresario Wagner alla fine rinuncia all'incarico e improvvisamente i Trapp si trovano senza lavoro. Maria a questo punto trascina disperatamente la famiglia di audizione in audizione fino a convincere un altro impresario a prendersi cura dell'organizzazione dei concerti. Il nuovo impresario convincerà i Trapp ad assumere un atteggiamento meno solenne ed austero sul palco e a modificare il repertorio introducendo anche canzoni popolari inglesi: lentamente anche il grande pubblico comincerà ad accorgersi dei cantori della famiglia Trapp. Una sera Maria, durante un assolo di Jodl, per non soffocare sarà costretta ad ingoiare una mosca che le era entrata in bocca, saltando la sua parte e suscitando l'ilarità dei presenti in sala: da quel momento il ghiaccio fu rotto e i Trapp trovarono finalmente un loro pubblico.
Durante una delle poche vacanze che la famiglia poteva permettersi, i Trapp trovarono a Stowe nel Vermont una fattoria in vendita che decisero subito sarebbe diventata la loro nuova casa. Con l'aiuto degli abitanti della cittadina e dei numerosi loro amici, riuscirono in breve tempo a costruire una casa adatta per la numerosa famiglia. Inoltre cominciarono ad organizzare in un campo militare abbandonato un "campo musicale", dove durante le vacanze estive la gente potesse trascorrere due settimane tra la pace delle montagne, tra canti, escursioni e preghiere. L'iniziativa ebbe un clamoroso successo e venne replicata per molti anni a venire, diventando una tradizione del luogo.
Passano gli anni e la terribile guerra in Europa è finita. L'Austria è in ginocchio e i Trapp non esitano a utilizzare i loro pochi risparmi per organizzare una enorme raccolta di beneficenza per le famiglie austriache. In breve tempo, tonnellate di generi alimentari e di beni di conforto attraversarono l'oceano per arrivare in Austria e salvare la vita di tanta gente. Ma arriva il 1947, il terribile "anno memorabile" per i Trapp, che inizia con la morte del barone Giorgio von Trapp, per un cancro al polmone. E la sventura continua ad abbattersi sulla famiglia; Rosemarie, provata dalla estenuante serie di concerti, dallo studio e dalla improvvisa morte del padre, ne esce sconvolta e quasi impazzisce e occorreranno molti mesi di cure presso uno psicologo per farla tornare alla normalità. Dopo una serie di incidenti, fortunatamente non gravi, ad altri membri della famiglia, Maria si ammala gravemente e si riduce in fin di vita, ma la forza della sua fede e le preghiere dei famigliari e degli amici operano il miracolo, salvandole la vita.
Alla fine anche il terribile 1947 con le sue sventure ha termine e la famiglia Trapp, sempre unita nella fede, ritroverà una nuova serenità.

## Storia editoriale
Il libro venne pubblicato per la prima volta nel 1949 in lingua inglese dalla casa editrice statunitense Lippincott. Nel 1952 fu pubblicato anche in tedesco con il titolo Die Trappfamilie - Vom Kloster zum Welterfolg ("La famiglia Trapp - Dal convento al successo mondiale"), con traduzione dall'inglese di Elizabeth Belnay.

### Edizione italiana
In Italia fu pubblicato dalla SEI (Società Editrice Internazionale) nel 1964. Dal 1971 la SEI rieditò il libro in un'edizione scolastica tagliata di diversi passaggi. In particolare è stato del tutto eliminato il personaggio della principessa Ivonne, e di conseguenza tutte le vicende che ruotano attorno ad ella.

## Oltre l'autobiografia

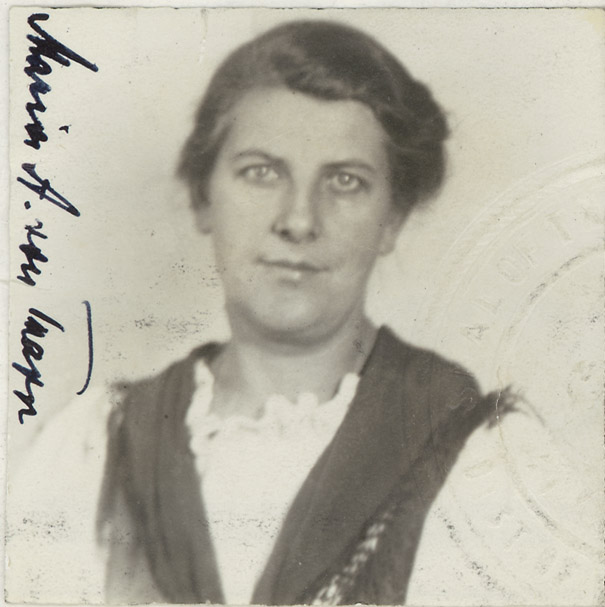
Maria von Trapp nel documento di richiesta di cittadinanza degli Stati Uniti

L'autobiografia termina nel 1948, anno in cui la famiglia von Trapp ottenne finalmente la cittadinanza statunitense. Nel seguito i figli di Maria prenderanno via via strade diverse:
- Rupert diventò medico;
- Agata diventò insegnante di scuola materna;
- Maria per trent'anni fece la missionaria laica in Nuova Guinea;
- Werner diventò agricoltore;
- Edvige diventò insegnante di musica;
- Giovanna si sposò e tornò in Austria;
- Martina morì di parto dopo il matrimonio;
- Rosemarie e Eleonore si stabilirono nel Vermont;
- Giovanni, l'ultimogenito, gestì l'albergo e l'annessa scuola di musica "Trapp Family Lodge".

Maria continuò i concerti fino al 1955, quando sciolse il gruppo, ormai formato da membri esterni alla famiglia. Seguì la figlia Maria in nuova Guinea come missionaria e ritornò dopo poco tempo per gestire assieme al figlio la "Trapp Family Lodge". Morì nel 1987 e fu sepolta accanto al marito Giorgio e alla figlia Martina.

## Personaggi
Nella lista seguente il nome dei personaggi principali dell'autobiografia è indicato come risulta nella traduzione italiana del romanzo curata da M. A. Astuto e F. Bellini con, fra parentesi, il nome originale.
- Maria Kutschera Trapp (26 gennaio 1905-28 marzo 1987)
- Giorgio (Georg) Trapp (4 aprile 1880-30 maggio 1947)

### I figli di Giorgio e di Agathe Whitehead, sua prima moglie
- Rupert (1º novembre 1911-22 febbraio 1992)
- Agata (Agathe) (12 marzo 1913-2010)
- Maria Franziska (28 agosto 1914-18 febbraio 2014)
- Werner (21 dicembre 1915-11 ottobre 2007)
- Edvige (Hedwig) (28 luglio 1917-14 settembre 1972)
- Giovanna (Johanna) (7 settembre 1919-25 novembre 1994)
- Martina (17 febbraio 1921-25 febbraio 1951)

### I figli di Giorgio e di Maria
- Rosemarie (8 febbraio 1929-13 maggio 2022)
- Eleonore (14 maggio 1931-24 ottobre 2021)
- Giovanni (Johannes) (17 gennaio 1939-)

|  |  |  |  |  |

## Opere derivate
- La famiglia Trapp (Die Trapp-Familie), film diretto da Wolfgang Liebeneiner, Germania 1956[4];
- La famiglia Trapp in America (Die Trapp-Familie in Amerika), film diretto da Wolfgang Liebeneiner, Germania 1958[5];
- The Sound of Music, commedia musicale di Richard Rodgers e Oscar Hammerstein II, USA 1959[6];
- Tutti insieme appassionatamente (The Sound of Music), film diretto da Robert Wise, USA 1965[7];
- Cantiamo insieme (Trapp Ikka Monogatari), anime diretto da Kōzō Kusuba, Giappone 1991[8];
- La famiglia von Trapp - Una vita in musica diretto da Ben Verbong. Sebbene la storia sia la stessa, il soggetto è tratto in realtà dall'autobiografia di Agathe von Trapp, Memories Before & After The Sound of Music. Germania 2015[9].

## Edizioni

### Edizioni in italiano
- Maria Augusta Trapp, La famiglia Trapp, collana Il Graal, traduzione di M. A. Astuto e F. Bellini, Società Editrice Internazionale, 1964, SBN SBL0421313.
- Maria Augusta Trapp, La famiglia Trapp, collana Scrittori per la scuola, edizione per la scuola a cura di Giovanni Esposito, Società Editrice Internazionale, 1971, SBN RAV1318844.